# Aeropuerto Internacional de Libreville-Leon M'ba
El Aeropuerto Internacional de Libreville Leon M'ba (IATA: LBV, OACI: FOOL) es un aeropuerto 
Ubicado en Libreville, Gabón. Es el principal aeropuerto internacional del país.
Recibe su nombre del primer presidente de Gabón, Léon M'ba. Fue base de la antigua aerolínea nacional Air Gabon hasta marzo de 2006. Air Gabon también operó el único vuelo hacia América, en concreto a la ciudad de Medellín (Colombia), con vuelos de tipo chárter operados por aviones Boeing 747-200 hasta el cese de la aerolínea en 2006.

## Aerolíneas y destinos internacionales
| Aerolíneas                    | Destinos                                                                      |
| ----------------------------- | ----------------------------------------------------------------------------- |
| AfriJet                       | Franceville / Port-Gentil                                                     |
| Nationale Regionale Transport | Franceville / Koulamoutou / Makokou / Mouila / Oyem / Port-Gentil / Tchibanga |

| Ciudades por países             | Nombre del aeropuerto                       | Aerolíneas |        |        |        |
| África                          | África                                      | África | África | África | África |
| ------------------------------- | ------------------------------------------- | --- | ------ | ------ | ------ |
| Angola                          |                                             | |        |        |        |
| Luanda                          | Aeropuerto Quatro de Fevereiro              | Turkish Airlines |        |        |        |
| Benín                           |                                             | |        |        |        |
| Cotonou                         | Aeropuerto de Cotonú-Cadjehoun              | AfriJet / Air Côte d'Ivoire / Air Senegal / RwandAir                                                                        |        |        |        |
| Camerún                         |                                             | |        |        |        |
| Duala                           | Aeropuerto Internacional de Douala          | AfriJet / Air Côte d'Ivoire / Air Senegal / ASKY Airlines / Camair-Co / CEIBA Intercontinental / RwandAir / Trans Air Congo |        |        |        |
| Yaundé                          | Aeropuerto Internacional de Yaundé Nsimalen | AfriJet / ASKY Airlines / RwandAir                                                                                          |        |        |        |
| Costa de Marfil                 |                                             | |        |        |        |
| Abiyán                          | Aeropuerto Port Bouet                       | Air Côte d'Ivoire |        |        |        |
| Etiopía                         |                                             | |        |        |        |
| Addis Abeba                     | Aeropuerto Internacional Bole               | Ethiopian Airlines |        |        |        |
| Guinea Ecuatorial               |                                             | |        |        |        |
| Bata                            | Aeropuerto de Bata                          | CEIBA Intercontinental |        |        |        |
| Malabo                          | Aeropuerto de Malabo-Santa Isabel           | CEIBA Intercontinental / Ethiopian Airlines                                                                                 |        |        |        |
| Mali                            |                                             | |        |        |        |
| Bamako                          | Aeropuerto Internacional de Bamako-Sénou    | Mauritania Airlines |        |        |        |
| Marruecos                       |                                             | |        |        |        |
| Casablanca                      | Aeropuerto Internacional Mohámmed V         | Royal Air Maroc |        |        |        |
| República del Congo             |                                             | |        |        |        |
| Brazzaville                     | Aeropuerto de Maya-Maya                     | AfriJet / Air Côte d'Ivoire / RwandAir                                                                                      |        |        |        |
| Pointe-Noire                    | Aeropuerto de Pointe-Noire                  | AfriJet / Air Côte d'Ivoire / CEIBA Intercontinental / Trans Air Congo / Turkish Airlines                                   |        |        |        |
| República Democrática del Congo |                                             | |        |        |        |
| Kinsasa                         | Aeropuerto Internacional de N'Djili         | ASKY Airlines |        |        |        |
| Ruanda                          |                                             | |        |        |        |
| Kigali                          | Aeropuerto Internacional de Kigali          | RwandAir |        |        |        |
| Santo Tomé y Príncipe           |                                             | |        |        |        |
| Santo Tomé                      | Aeropuerto Internacional de Santo Tomé      | AfriJet / ASKY Airlines / CEIBA Intercontinental                                                                            |        |        |        |
| Senegal                         |                                             | |        |        |        |
| Dakar                           | Aeropuerto de Dakar                         | Air Senegal |        |        |        |
| Sudáfrica                       |                                             | |        |        |        |
| Johannesburgo                   | Aeropuerto Internacional de Johannesburgo   | ASKY Airlines |        |        |        |
| Togo                            |                                             | |        |        |        |
| Lomé                            | Aeropuerto de Lomé-Tokoin                   | ASKY Airlines |        |        |        |
| Europa                          |                                             | |        |        |        |
| Francia                         |                                             | |        |        |        |
| París                           | Aeropuerto de París-Charles de Gaulle       | Air France |        |        |        |
| Turquía                         |                                             | |        |        |        |
| Estambul                        | Aeropuerto de Estambul                      | Turkish Airlines |        |        |        |

### Aerolíneas de carga
| Aerolíneas | Destinos   |
| ---------- | ---------- |
| Cargolux   | Luxemburgo |